# Chrysocale fletcheri
Chrysocale fletcheri är en fjärilsart som beskrevs av Pierre E.L. Viette 1980. Chrysocale fletcheri ingår i släktet Chrysocale och familjen björnspinnare. Inga underarter finns listade i Catalogue of Life.